# Уррехола, Антония
Антония Уррехо́ла Ноге́ра (исп. Antonia Urrejola Noguera; родилась 13 ноября 1968 года, Сантьяго-де-Чили) — чилийская юристка, занимавшая пост министра иностранных дел при президенте Габриэле Бориче с 11 марта 2022 года по 10 марта 2023 года. Близка к Социалистической партии Чили.
Ранее она была избрана Организацией американских государств (ОАГ) на должность комиссара Межамериканской комиссии по правам человека (МКПЧ) на период с 2018 по 2021 год. В 2021 году она стала президентом МКПЧ, возглавив команду президента и вице-президентов, впервые в истории организации состоящую исключительно из женщин.

## Биография
Родилась в семье экономиста, археолога и преподавателя Педагогического института Карлоса Уррейолы Диттборна и тоже профессора Марии Инес Ногеры Эченике. Является дальним потомком президентов Чили Франсиско Антонио Пинто и Хосе Хоакина Прието.
Уррехола Ногера — выпускница Чилийского университета, где она изучала право. У неё также есть диплом о высшем образовании в области прав человека и переходного правосудия.
Во время президентства Рикардо Лагоса в 2003 году она заняла должность в Министерстве внутренних дел Чили, где до 2005 года стала консультантом по правам человека («Программа прав человека» и «Память, истина и справедливость»). Она также интересовалась правами коренных народов Чили и работала в Специальной комиссии, занимающейся этим вопросом. В 2006 году она стала старшим советником Генерального секретаря ОАГ .

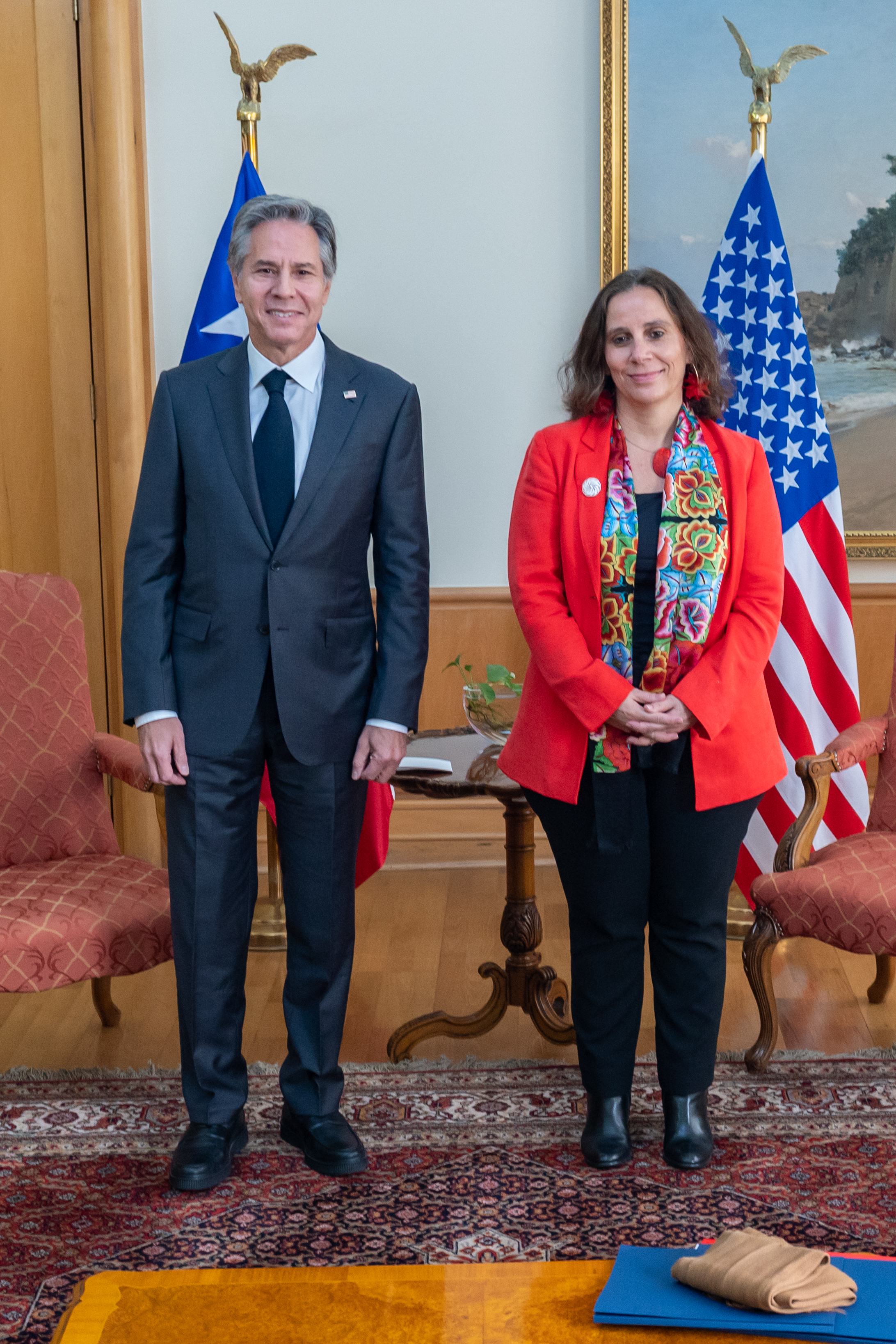
Антония Уррехола и госсекретарь США Энтони Блинкен

В 2017 году она была одной из трёх кандидатов (двумя другими были бразильская преподавтельница права Флавия Пиовесан и мексиканский дипломат Хоэль Эрнандес Гарсия), избранных Генеральной Ассамблеей ОАГ на должность комиссара Межамериканской комиссии по правам человека (МКПЧ) на четырехлетний срок с начала 2018 года вплоть до кануна Нового года в 2021 году. Она стала докладчиком организации по правам коренных народов, а также по Бразилии, Ямайке, Тринидаду и Тобаго, Уругваю и Кубе.
В марте 2021 года она сменила Хоэля Эрнандеса на посту президента МКПЧ, возглавив первую команду президента и вице-президентов (Хулиссы Мантильи Фалькон и Флавии Пиовесан), состоящую исключительно из женщин.
В июне 2021 года она представила в ОАГ доклад о правах человека в Никарагуа. Она сообщила, что жертвами политического произвола в стране накануне выборов стали более 120 арестованных, в том числе лидеры оппозиции, включая пятерых кандидатов на пост президента. В ноябре 2021 года она выдвинула свою кандидатуру на переизбрание на пост комиссара, но в результате голосования Генеральной ассамблеи ОАГ не вошла в тройку избранных кандидатов.
Она стала второй (после Соледад Альвеар) женщиной-министром иностранных дел Чили 11 марта 2022 года, когда её кандидатуру выдвинул новый левый президент Чили Габриэль Борич.
В 2023 году её директор по коммуникациям подала в отставку после обнародования записи, в которой Уррехола назвала посла Аргентины Рафаэля Бьелсу «сумасшедшим» за отмену проекта по добыче полезных ископаемых и строительству порта Доминга. В марте 2023 года на место Уррехолы министром иностранных дел был назначен Альберто ван Клаверен.